# قرار مجلس الأمن التابع للأمم المتحدة رقم 1992
قرار مجلس الأمن التابع للأمم المتحدة رقم 1992، المتخذ بالإجماع في 29 يونيو 2011، بعد التذكير بالقرارات السابقة بشأن الوضع في كوت ديفوار (ساحل العاج)، بما في ذلك القرارات 1933 (2010)، 1942 (2010)، 1951 (2010)، 1962 (2010) و1967 (2011) و1968 (2011) و1975 (2011) و1980 (2011) و1981 (2011)، مدد المجلس إعادة النشر المؤقت لقوات ومعدات بعثة الأمم المتحدة في ليبريا إلى عملية الأمم المتحدة في كوت ديفوار حتى 30 سبتمبر 2011.

## القرار

### أعمال
وجدد المجلس، بموجب الفصل السابع من ميثاق الأمم المتحدة، النشر المؤقت لقوات بعثة الأمم المتحدة في ليبريا حتى 30 سبتمبر 2010. وتألف الانتشار المؤقت من ثلاث سرايا مشاة ووحدة طيران وثلاث طائرات هليكوبتر مسلحة بأطقم. وفي الوقت نفسه، مدد القرار أيضًا الزيادة المؤقتة بمقدار 2000 فرد إضافي في عملية الأمم المتحدة في كوت ديفوار حتى 31 يوليو 2011.
أخيرًا، كان على الأمين العام بان كي مون تقديم تقرير بحلول 15 سبتمبر 2011 عن التعاون بين البعثات.

## روابط خارجية
- نص القرار في undocs.org